# 大北电报公司大楼
大北电报公司大楼，位于上海市中山东一路7号，为外滩风景线的组成部分之一。大楼建于1906年，翌年建成，为欧洲文艺复兴建筑式样，1994年该建筑入选上海市优秀历史建筑名录。大楼所在土地，最初为美商旗昌洋行所有，后转入轮船招商局名下，大北电报远东公司则租借土地的使用权兴建该楼。1949年以后，大楼为长江航运管理局所使用，目前泰国盤谷銀行上海分行为该建筑的使用者。

## 历史

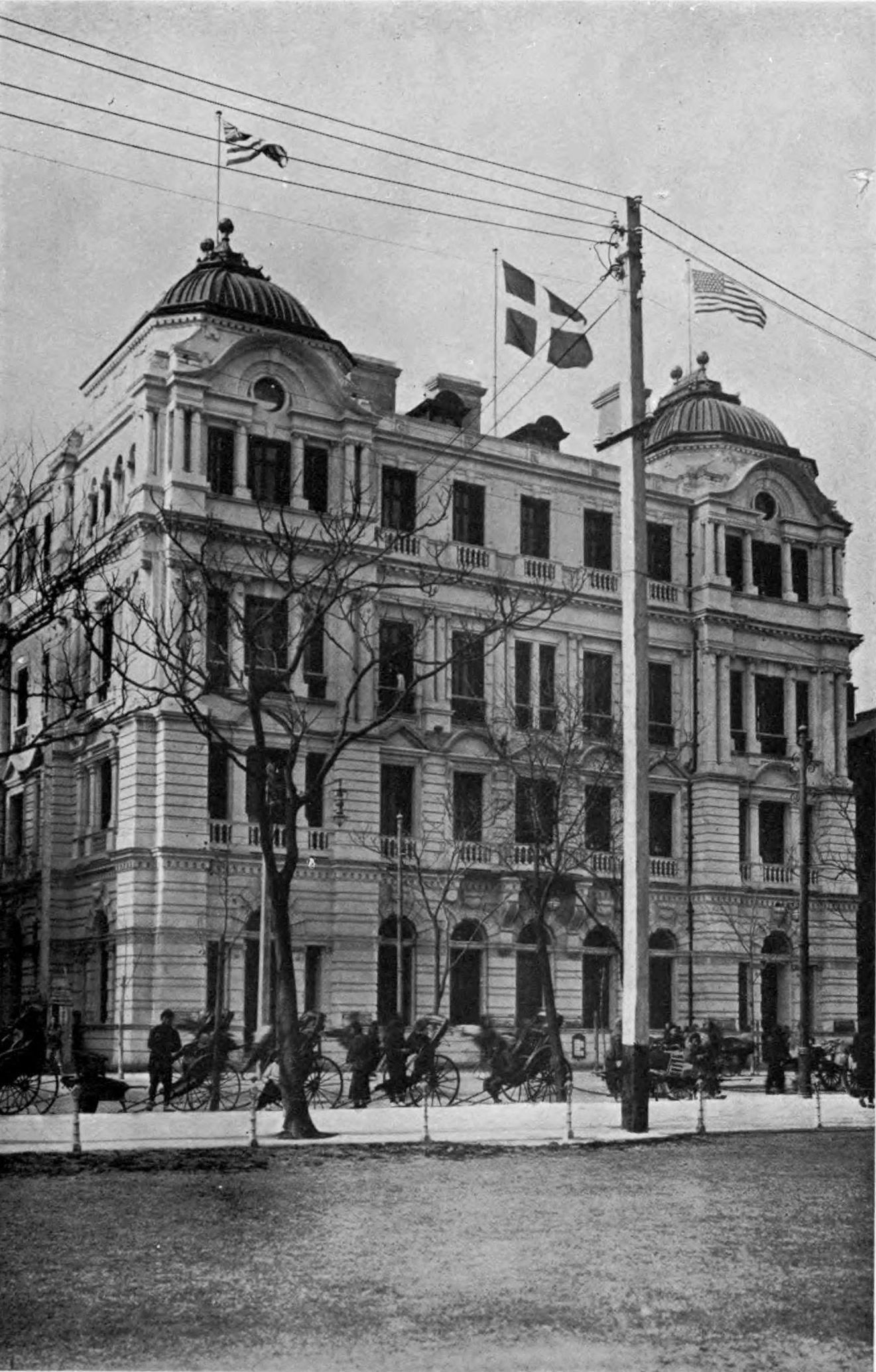
大北电报公司大楼

1870年7月，丹麦大北电报公司在上海成立远东公司和上海站，当时选址南京路5号。远东公司成立后随即敷设上海--香港、上海--长崎的电报线路。不久，大北电报形成了以上海为中心的国际电报网。由于公司规模的扩张，1881年8月15日，大北电报公司与美商旗昌洋行订立租约，租入产权属于旗昌洋行的外滩7号房屋。1882年，大北电报迁入该址办公。同年2月21日，丹麦大北电报公司在外滩7号内设置电话交换所。1884年，中国电报总局由天津迁至上海，与大北电报公司共同租用该楼。1891年，旗昌洋行宣布停业，其位于外滩7号的土地所有权由中国政府官督商办的轮船招商局购入。1906年，原房屋无法满足上海电报业务的规模，于是大北电报公司出资聘请英商通和洋行设计并建成新楼，1908年1月最终完工，即今日之规模。之后英商大东电报公司也设置于此楼内。1918年，大北电报公司斥资21.8万两白银购入爱多亚路4号（即今延安东路34号）地块，建造新大楼，即电报大厦。1945年，原楼产权出售给相邻的中国通商银行使用。1949年，中国通商银行为上海市军事管制委员会接管。之后，由上海市人民政府分配给新成立的长江航运管理局使用，期间长江航运局的下属医院曾设置于此。1990年代，外滩地区的建筑进行相关房屋产权置换，大北电报公司大楼由泰国盘谷银行购入使用权，并在此开立上海分行。同时，泰国驻上海总领事馆也搬入该楼三层进行办公，至2008年搬出该楼迁入威海路新址。

## 建筑式样
大楼由英商通和洋行设计，于1906年动工兴建，1907年竣工并交付使用。建筑高四层，主立面完全按照欧洲文艺复兴建筑的设计规则，横向和竖向均呈现典型的三段式结构。左每层的窗户上方均有三角形、弧形山花，正门及窗框周围均有巴洛克式立柱。顶部曾遭到过火灾，之后改为方形黑色金属穹顶，采用巴洛克装饰。